# Nationaal park Krka
Nationaal park Krka (Kroatisch: Nacionalni park Krka) is het zevende nationale park van Kroatië. Het heeft een oppervlakte van 111 km². De rivier de Krka ontspringt aan de voet van het Dinaragebergte. De lengte tot aan zee bedraagt ongeveer 70 km. Per seconde stroomt er gemiddeld 55 m³ water. Tijdens veel regenval in het binnenland kan dat oplopen tot 350 m³ per seconde. De Krkawatervallen in het nationaal park bestaan uit zeven uit kalksteen gevormde watervallen.

## Flora
Het nationale park Krka hoort bij de Zuid-Europese (mediterrane en submediterrane) regio. Mede dankzij zijn speciale ligging en het mozaïek aan diverse types van leefomgevingen heeft het park een rijke en gevarieerde flora en fauna.
860 soorten planten zijn in het territorium van het nationale park Krka geïdentificeerd, inclusief een aantal endemische Illyrisch-Adriatische soorten.
De grote collectie van plantensoorten, daar waar warme en droge leefomgevingen in contact komen met vochtige en donkere, zie je het meest bij de waterval Roški slap en bij Skradinski Buk, waar je de plantensoorten van de marmerachtige kalksteen kunt bewonderen.

## Fauna
Achttien soorten vissen bewonen de rivier Krka, waaronder er tien endemisch zijn. Dit maakt het park een natuurlijk oriëntatiepunt in het landschap van de hoogste categorie.
Dekens van riet, meertjes gevormd langs stukken van de rivier en moerassige terreinen worden allemaal bewoond door amfibieën en vogels, terwijl in struikgewas en in steengroeven voornamelijk reptielen wonen.
De grote hoeveelheid aan diverse soorten vogels (in totaal 222), de structuur van de vogelgemeenschappen en de grote invloed van de Krka op de herfst en de lentemigraties maken dit park een van de meest gewaardeerde ornithologische regio's in Europa.
In het nationale park komen ook achttien soorten vleermuizen voor, die vrijwel allemaal met het uitsterven worden bedreigd in de rest van Europa.

## Kloosters

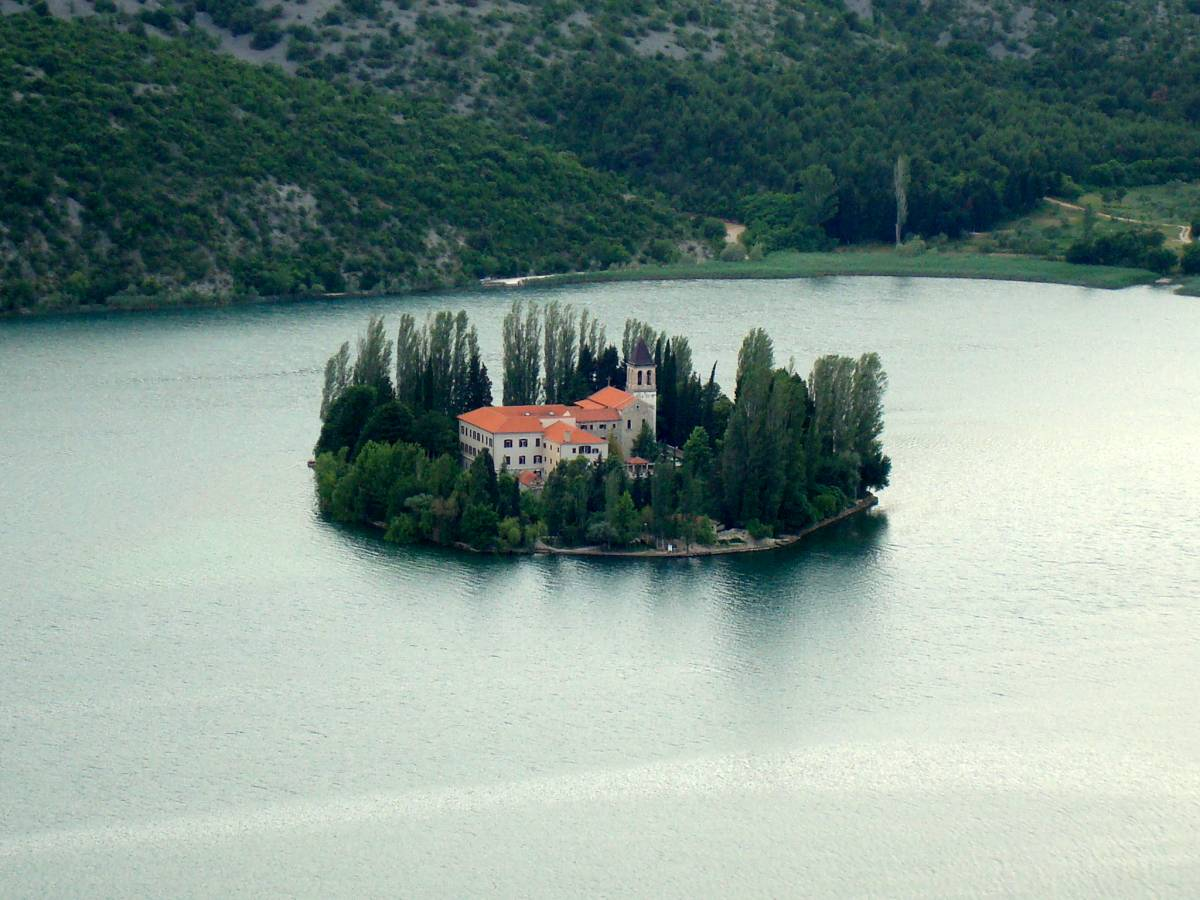
Het Visovacklooster

Op een klein eiland in het park werd in 1445 het Visovacklooster gesticht. Dit klooster werd destijds door Augustijner monniken gesticht maar behoort ondertussen tot de Franciscanen. Het beschikt over een aantal oude geschriften en kleding.
Ook het Klooster Krka ligt in het park.